# Paolo di Lazzarino
Paolo di Lazzarino noto anche come Paoluccio di Lazzarino (fl. 1340-1351) è stato un pittore italiano attivo in Toscana nel XIV secolo.

## Biografia
Era figlio del pittore Lazzarino di Luporo, che era stato esiliato da Lucca a causa delle sue inclinazioni Guelfe dopo la presa del potere da parte di Uguccione della Faggiola. Il padre di Paolo si trasferì a Siena e successivamente a Firenze, dove suo figlio imparò a dipingere. Paolo realizzò delle opere per la Chiesa di San Giovanni Fuorcivitas a Pistoia. Nel 1340, Paolo fu iscritto come uno degli stranieri che praticavano arte a Firenze. Secondo un documento nel 1351 era tornato a Lucca. Cecco di Pietro e Francesco Cristofori potrebbero essere stati suoi allievi. 